# 松原岩五郎
松原 岩五郎（まつばら いわごろう、1866年9月14日（慶応2年8月6日） - 1935年2月26日）は、日本の小説家、ジャーナリストである。二十三階堂、乾坤一布衣（けんこんいちほい）などと号した。

## 経歴
鳥取県西伯郡淀江町出身。造り酒屋の儀三郎の4男として生まれる。1883年、松原家に養子に入る。その後、東京に出て、さまざまな仕事を経験する。
1888年、最初の著書、『文明疑問』を自費出版し、内田魯庵の知遇を得る。その後、二葉亭四迷や幸田露伴とも交友をもつ。1890年12月に刊行した小説『好色二人息子』には、露伴が序文を寄せている。
1892年11月、露伴の紹介で徳富蘇峰主筆の『国民新聞』に入社し、最初の下層社会探訪記「芝浦の朝烟」を発表し、それを皮切りに次々とルポルタージュを書く。それをまとめて、『最暗黒の東京』と題して、1893年11月、民友社から刊行した。同書は記録文学の傑作として、横山源之助『日本之下層社会』とともに高く評価された。
日清戦争のときには、従軍記者として朝鮮事情を探訪、その記録を『征塵余禄』として1896年に刊行した。しかし、蘇峰が松方正義内閣にかかわるなかで、民友社も制度改革をおこない、その余波で国民新聞を退社し、博文館とかかわりをもつ。北海道をしばしば訪れ、紀行文を『太陽』などの博文館の出版物に寄稿した。その中で北海道の最高峰に「大雪山」の名前を与えたとされている。その後正式に博文館の社員となり、『女学世界』の編集にたずさわった。
作家の龍胆寺雄は妹の義理の甥にあたる。